# Wouw (plaats)
Wouw (Brabants: Wów) is een dorp in de gemeente Roosendaal, in de Nederlandse provincie Noord-Brabant. Het dorp ligt tussen de plaatsen Roosendaal en Bergen op Zoom. Tot 1997 was Wouw het voornaamste dorp van de voormalige gelijknamige gemeente. Hieronder vielen ook de kerkdorpen Heerle, Moerstraten en Wouwse Plantage.

## Etymologie
De naam van het dorp heeft zich gedurende de tijd voortdurend ontwikkeld en heeft vele varianten gekend, zoals: Woide (1232), Wouwe (1307 en vanaf 1436), Woude (tot 1400), Wouw (vanaf 1465) en Wou (1550). De oorspronkelijke betekenis is afgeleid van woude in de betekenis van een gerooide vlakte, te midden van een bosrijke omgeving of op moer gegroeid akkermaalshout. Mogelijk is de naam Wouw afkomstig van het plantje wouw, dat na bewerking een olie oplevert, waarmee linnen geel geverfd kon worden. Een aantal volksverhalen geven als verklaring dat het dorp oorspronkelijk bij een woud lag of dicht bij een wouwer (vijver of ven).

## Archeologie
Tussen Roosendaal en Wouw zijn er bij de aanleg van een drinkwatertransportleiding over een lengte van 11 kilometer in totaal 22 archeologische vindplaatsen aangesneden. Op basis van dit onderzoek kan worden geconcludeerd dat de hogergelegen gronden rond Wouw intensief bewoond en in gebruik waren, ten minste in de periode van de Late IJzertijd tot en met de Midden Romeinse Tijd. Tijdens het onderzoek werden waterputten, kuilen en paalkuilen uit de (Late) IJzertijd, de (Midden) Romeinse Tijd en de Late Middeleeuwen. Daarbij konden 15 structuren zoals palenrijen, spiekers (kleine voorraadschuurtjes) en (bij)gebouwen worden onderscheiden.

## Geschiedenis

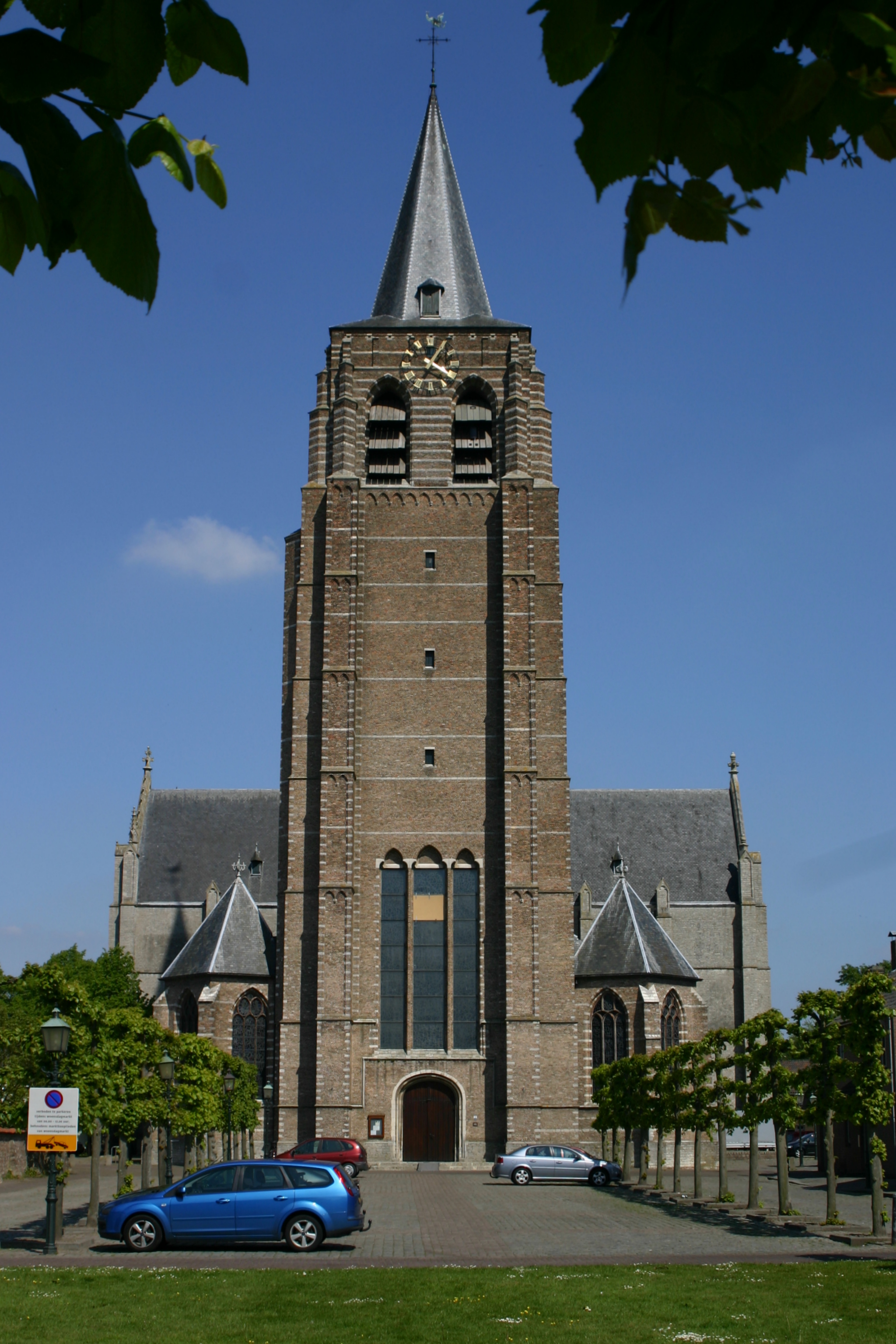
St. Lambertuskerk

De eerst bekende vermelding van Wouw dateert van 6 december 1232. In een verzoeningsverdrag tussen hertog Hendrik van Brabant en Gilles (Egilius) van Breda wordt het beheer van de bezittingen van de minderjarige kinderen van Godfried van Breda (waarover Gilles voogdij voerde) vastgelegd. Gilles krijgt het vruchtgebruik van het land langs de Zoom, met uitzondering van “Die Woide” omdat deze gepacht werd door “Boidimus”:

..terram prope Zome, preter Woide quam Boidimus tenebat, statim rehabebit

Het gebied rond Wouw bestond in die tijd uit moerassig bos. Mede op basis van taalkundig onderzoek vermoedt men dat het gebied van Wouw rond het jaar 1200 is ontgonnen door Vlaamse immigranten. Mensen die ervaring hadden met het in cultuur brengen van dit soort ontoegankelijke omgevingen.
De ontwikkeling van Wouw geschiedt relatief snel gedurende het einde van de Hoge Middeleeuwen en al in 1277 wordt het bestaan van een kerk vermeld, in 1304 gevolgd door de oprichting van een zelfstandige parochie. In deze tijd wonen er in de regio waarschijnlijk rond de 3000 mensen, verspreid over de dorpen Wouw, Nispen, Roosendaal en twintig gehuchten. In 1287 werd na het overlijden van de Heer van Breda het gebied verdeeld, waardoor Wouw onder het bestuur van Bergen op Zoom ging vallen. In 1342 wordt voor het eerst gesproken over het kasteel van Wouw, een waterburcht gebouwd in opdracht van de heren van Bergen op Zoom.
De inwoners van de heerlijkheid Wouw bezaten, op de tolvrijheid na, weinig privileges. Wel was er sprake van een grote kerkgemeenschap, wat ervoor zorgde dat er aan het einde van 15e eeuw begonnen werd met de bouw van een groot gotisch kerkgebouw, de huidige Sint Lambertuskerk.
Hoewel er tot ruwweg 1570 sprake was van een bloeiperiode, werd Wouw gedurende het begin van de Tachtigjarige Oorlog vrijwel geheel verwoest, een lot dat wel meer steden en dorpen in het destijds grotendeels ontvolkte West-Brabant trof. Het dorp, de kerk en de kasteelvesting, werden verwoest en een decennium lang was Wouw onbewoond.
Wouw werd in de loop van de 17e en 18e eeuw niet versterkt, maar was wel omringd door de vestingen van Bergen op Zoom, Steenbergen en Breda. Het gevolg hiervan was, dat bij vijandelijke invallen (zoals die van de Fransen tijdens de Frans-Nederlandse Oorlog) het tussenliggende gebied (waaronder Wouw) veelvuldig werd geplunderd. Het herstel van het dorp geschiedde dan ook zeer traag, pas weer in 1811 konden de inwoners van Wouw, dankzij de bouw van De Arend, het graan in hun eigen dorp laten malen.
In 1863 kreeg Wouw een aansluiting op het spoorwegnet, maar de industrialisatie kwam, in tegenstelling tot het naburige Roosendaal, niet echt van de grond. Waarschijnlijk is dit te wijten aan het ontbreken van een haven. Het dorp bleef voornamelijk agrarisch en krijgt pas op het einde van de 19e eeuw enige industriële ontwikkeling in de vorm van een melkfabriek (1894) en een boterfabriek nabij de markt, begin 20ste eeuw gevolgd door een aantal steenfabrieken, een zeepfabriek, een strohulzenfabriek en drie bierbrouwerijen.
Na de Tweede Wereldoorlog verhuizen de meeste fabrieken echter naar omliggende steden, waardoor Wouw zich ontwikkelde tot een overwegend forensendorp.

## Bijnaam

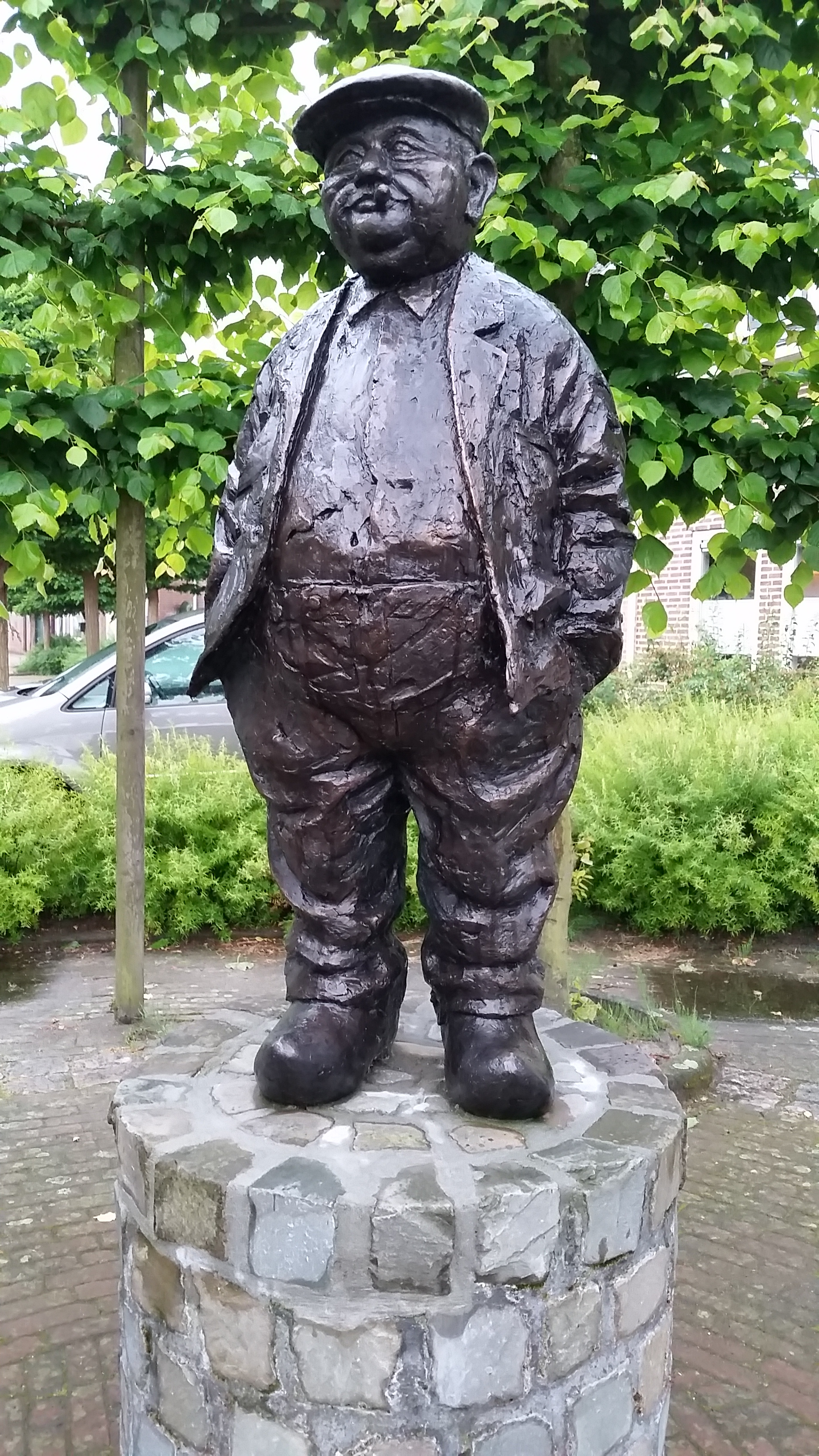
Wouwse Papboer

Wouwse inwoners worden in de volksmond “Papboeren” genoemd, als een teken dat Wouw een zeer welvarend dorp was. Deze bijnaam ontstond doordat de grond rondom Wouw en met name het beekdal erg vruchtbaar was, waardoor de boeren een welvarend leven konden leiden en zich dus een goede maaltijd (pap) konden veroorloven. Met carnaval krijgt Wouw de naam Paplaand.

## Bezienswaardigheden
Wouw is een groen dorp. Dat heeft het dorp Wouw onder andere te danken aan het bosrijke gelegen plaatsje Wouwse Plantage en de traditie van Geraniumdorp. Sinds 1986 kan elke dorpsbewoner vijf hanggeraniums van de gemeente krijgen voor het opsieren van de eigen huisgevel en hiermee het dorpsaanzicht.
Een lijst van bezienswaardigheden:
- De Sint-Lambertuskerk, een gotische kerk uit eind 15e eeuw
- Klooster van de Franciscanessen van Roosendaal, aan de Kloosterstraat 13, is een gebouw uit 1850, met één verdieping verhoogd in 1875. In 1901 werd een kapel bijgebouwd, ontworpen door P.J. Soffers
- Voormalig Kasteel van Wouw
- Beltmolen De Arend, een ronde stenen molen uit 1825
- Twee hardstenen dorpspompen uit 1768, op de Markt, vervaardigd door F. Somers
- Enkele woonhuizen, waaronder:
  - Bergsestraat 45, uit de 16e of 17e eeuw, heeft twee tuitgevels, een hardstenen deuromlijsting uit 1727 en een bovenlicht uit 1740. Het is voorzien van een koetshuis en omringd door een landschapstuin.
  - Huis "De Zwaan" aan Markt 25 is een 19e-eeuws herenhuis in eclectische stijl. De ernaast gelegen poort wordt bekroond met een zwaan en twee siervazen. Ze gaf toegang tot de achterliggende brouwerij "De Ster".
- De smederij aan Markt 2 heeft nog een travalje.
- Het Catharinapark in het centrum van Wouw.

## Natuur en landschap
Wouw wordt omgeven door landbouwgronden. Ten westen van het dorp loopt de Smalle Beek in noordelijke richting. Nabijgelegen natuurgebieden zijn het Spuitendonkse Bos ten zuidoosten van de kom, en het Landgoed Altena ten noorden van het nabijgelegen Heerle.
Ten noorden van Wouw ligt het natuurgebied Zure Maden.

## Voorzieningen
- Mijn Keuken is een restaurant met een Michelinster

## Geboren
- Henk Hellegers (25 mei 1955), PvdA-politicus, burgemeester
- Kees Jan de Vet (27 oktober 1957), CDA-politicus, burgemeester, dijkgraaf
- Henk Vos (5 juni 1968), oud-voetballer, voetbaltrainer
- Gijs Cales (3 juli 1977), oud-voetballer
- Rachel Traets (16 augustus 1998), zangeres en winnares Junior Songfestival 2011 en 2e op het Junior Eurovisiesongfestival 2011
- Jacques van Meer (18 mei 1958), oud-profwielrenner.
- Wout Neelen (20 oktober 2000), voetballer

## Nabijgelegen kernen
Heerle, Wouwse Plantage, Roosendaal, Kruisland, Bergen op Zoom